# Liste des évêques de Jefferson City
La liste des évêques de Jefferson City rercense les noms des évêques qui se sont succédé à la tête du diocèse de Jefferson City, (Dioecesis Civitatis Jeffersoniensis) dont le siège se trouve à Jefferson City dans le Missouri, depuis sa fondation le 2 juillet 1956 par détachement du diocèse de Saint Joseph et de l'archidiocèse de Saint Louis. 

## Évêques
- 24 août 1956-2 juillet 1969 : Joseph Marling (Joseph Mary Marling)
- 2 juillet 1969-25 juin 1997 : Michaël McAuliffe (Michaël Francis McAuliffe)
- 25 juin 1997-21 novembre 2017 : John Gaydos (John Raymond Gaydos)
- 21 novembre 2017-8 avril 2025 : Shawn McKnight (William Shawn McKnight), nommé archevêque de Kansas City
- depuis le 19 août 2025 : Ralph O’Donnell (Ralph Bernard O’Donnell)

## Source
- (en) « Diocese of Jefferson City », sur www.catholic-hierarchy.org, The Hierarchy of the Catholic Church